# Хаджи Рамадан джамия
Хаджи Рамадан джамия или Хаджи Рамазан джамия, известна като Долната джамия (на македонска литературна норма: Хаџи Рамадан џамија, Хаџи Рамазан џамија, Долна џамија на турски: Hadji Ramazan Camii), е мюсюлмански храм от XVI век в град Ресен, Северна Македония.
Храмът е разположен в центъра на града. Построен е в 1592 година според надписа до входа. Обновен е в 1971 година, като е запазен основният облик на храма, но орнаментиката е променена. Според мюсюлмански предания, разказани от ресенски ходжа, Хаджи Разамадан джамия, заедно с другия мюсюлмански храм в града Хаджи Мурад джамия, са построени от двама братя битолчани Хаджи Радаман и Хаджи Мустафа. Според християнските предания и двете джамии са построени на местата на църкви, като на мястото на Хаджи Рамазан джамия е бил храмът „Света Петка“. Фамилията на свещеника на „Света Петка“ се потурчила и той станал мюсюлмански духовник.